# Bayonne
Bayonne (baskicky Baiona) je město na jihu Francie v departementu Pyrénées-Atlantiques a regionu Nová Akvitánie. Protéká jím řeka Adour.
Spolu s blízkými městy Anglet, Biarritz a Saint-Jean-de-Luz, a několika menšími obcemi, tvořilo při sčítání lidu v roce 2018 městskou oblast s 273 137 obyvateli; 51 411 obyvatel žilo v obci Bayonne.

## Zdraví
Bayonne je těžištěm většiny nemocničních služeb pro aglomeraci Bayonne a jižní Landes. Všichni obyvatelé této oblasti žijí méně než 35 km od nemocnice nabízející lékařskou, porodnickou, chirurgickou nebo psychiatrickou péči. Nemocnice pro celé baskické pobřeží jsou zřízeny hlavně v Bayonne a také v Saint-Jean-de-Luz, kde je několik klinik.

## Vývoj počtu obyvatel
Počet obyvatel

## Osobnosti města
- Jean-Delphin Alard (1815–1888), houslista a skladatel
- René Cassin (1887–1976), politik, právník a soudce
- Katia a Marielle Labèquovy (* 1950 / * 1952), klavíristky
- Didier Deschamps (* 1968), fotbalista a fotbalový trenér

## Partnerská města
- Bayonne, USA
- Daytona Beach, USA
- Kutaisi, Gruzie
- Pamplona, Španělsko
- Veliko Tarnovo, Bulharsko